# Las Lomas (Guerrero)
Las Lomas es una localidad del estado mexicano de Guerrero. Es parte del municipio de Coyuca de Benítez.

## Demografía
| Gráfica de evolución demográfica |
|                                  |

| Censo | Población |
| ----- | --------- |
| 1900  | 400       |
| 1910  | 541       |
| 1921  | 656       |
| 1930  | 647       |
| 1940  | 719       |
| 1950  | 761       |
| 1960  | 1 032     |
| 1970  | 701       |
| 1980  | 1 212     |
| 1990  | 1 024     |
| 2000  | 1 172     |
| 2010  | 1 303     |
| 2020  | 1 351     |